# Gideon Kendall
Gideon Kendall (né le 12 décembre 1966 à Austin) est un dessinateur américain qui travaille comme illustrateur, animateur et dessinateur de bande dessinée.

## Prix
- 2018 : Prix Eisner de la meilleure bande dessinée en ligne pour Harvey Kurtzman's Marley's Ghost (avec Shannon Wheeler et Josh O'Neill, d'après Harvey Kurtzman)[2]